# Emlyn Hughes International Soccer
Emlyn Hughes International Soccer (EHIS) es un videojuego de simulación de fútbol cuya primera versión fue desarrollada en 1988 por Audiogenic.
El juego recibe su nombre del famoso futbolista británico Emlyn Hughes, y tiene otro juego relacionado, Emlyn Hughes Arcade Quiz, así como un proyecto para realizar su segunda parte.

## Historia
La primera versión que se publicó del juego fue para Commodore 64, inspirado en International Soccer, aunque también hereda características de Match Day II. Después siguieron conversiones para Amstrad CPC, Sinclair ZX Spectrum, Atari ST y Commodore Amiga como parte de la estrategia de Audiogenic de publicación multiplataforma.
En el momento de su publicación había una enorme competencia con títulos como Match Day II (1987), Kick Off (1989) y Microprose Soccer. Lo que diferencia a EHIS de ellos era el equilibrio entre jugabilidad y simulación - no era tan lento como Match Day II, ni tan dependiente de los reflejos como Kick Off o Sensible Soccer.
El juego tuvo una enorme repercusión en Reino Unido, donde aún persiste una fan comunidad de aficionados.